# Atyrau Airways
Atyrau Airways (Atyrau Aue Joly) fue una aerolínea con base en Atyrau, Kazajistán. Opera vuelos chárter dentro de las Antiguas Repúblicas Soviéticas y vuelos regulares a destinos de Europa. Su base de operaciones principal es el Aeropuerto de Atyrau.

## Historia
Air Atyrau se convirtió en parte de Air Kazakhstan Group (que también aglutina a Air Kazakhstan y Irtysh Avia) en diciembre de 1999. En noviembre de 2000, Air Atyrau y el Aeropuerto de Atyrau fueron transferidos a Euro-Asia Air, una filial de la compañía petrolífera estatal Kaztransoil. Es propiedad, pues, de Euro-Asia Air.
El 13 de julio de 2009, Atyrau Airways fue incluida en la lista de compañías aéreas prohibidas en la Unión Europea, junto con todas las aerolíneas kazajas, con la excepción de Air Astana, debido al deficiente historial de mantenimiento del país.  Poco después (en octubre), su licencia de aerolínea fue revocada. 

## Flota
La flota de Atyrau Airways se compone de las siguientes aeronaves (en marzo de 2007):
- 4 Tupolev Tu-134A